# 멈블
멈블(Mumble)은 Thorvald Natvig가 개발한 음성 인터넷 프로토콜 애플리케이션으로 비슷한 프로그램인 팀스피크나 벤트릴로처럼 초창기에는 주로 게이머들 전용으로 디자인되었다.
멈블은 같은 서버를 통해 접속하는 사용자들 간에 대화할 수 있게 하는 클라이언트 서버 구조를 사용하고 있으며 관리하기 편한 인터페이스와 고음질, 대기 시간이 짧은 것이 특징이다. 모든 대화 내용은 사용자의 프라이버시를 위해 암호화 처리되어 있다.
멈블은 자유 및 오픈 소스 소프트웨어 크로스 플랫폼이며 뉴 BSD 라이선스 조건하에 배포되고 있다.

## 인용
1. ↑  “Mumble -  Browse /Mumble/Mumble Client 0.1 at SourceForge.net”. 《SourceForge.net》.
2. ↑  “Release 1.5.735”. 2024년 12월 8일. 2024년 12월 8일에 확인함.
3. ↑  Mumble for Android Beta
4. ↑  “FAQ/English - Mumble”. www.mumble.info. 2014년 12월 24일에 원본 문서에서 보존된 문서. 2011년 6월 30일에 확인함.
5. ↑  “FAQ/English - Mumble”. www.mumble.info. 2014년 12월 24일에 원본 문서에서 보존된 문서. 2011년 6월 30일에 확인함.
6. ↑  “Project of the Month, November 2009”. SourceForge.net. 2005년 8월 31일. 2011년 6월 30일에 확인함.